# Nachtjagdgeschwader 101
Das Nachtjagdgeschwader 101 war ein Verband der Luftwaffe der Wehrmacht im Zweiten Weltkrieg. Es wurde stets als Ausbildungsgeschwader eingesetzt und hatte daher keine Kampfeinsätze.

## Geschichte
Vorläufer des Nachtjagdgeschwaders 101 war die am 16. September 1941 aus der Zerstörerschule 1 aufgestellte Nachtjagdschule 1. Am 20. März 1943 wurde der Stab der Nachtjagdschule 1 in den Stab des Nachtjagdgeschwaders 101 umgewandelt. Am selben Tag erhielt die I. Gruppe der Nachtjagdschule 1 die neue Bezeichnung I. Gruppe des Nachtjagdgeschwaders 101. Beide lagen zu dieser Zeit in Schleißheim. Die II. Gruppe in München-Riem und die III. Gruppe in Stuttgart-Echterdingen entstanden ebenfalls aus den entsprechenden Gruppen der Nachtjagdschule 1. Lediglich die am 8. Juli 1943 in Kitzingen aufgestellte IV. Gruppe war eine Neuaufstellung.  Alle Einheiten waren überwiegend mit der Dornier Do 217, der Junkers Ju 88 und der Messerschmitt Bf 110 in der entsprechenden Nachtjägervariante ausgestattet.
Das Geschwader wurde während der gesamten Zeit seines Bestehens als Ausbildungsgeschwader eingesetzt und hatte daher keine Kampfeinsätze. Am 24. Dezember 1943 erhielt die III. Gruppe die neue Bezeichnung II. Gruppe des Nachtjagdgeschwaders 102 und schied damit aus dem Geschwaderverband aus. Ebenso erging es der IV. Gruppe, die am 18. Dezember 1943 in die I. Gruppe des Nachtjagdgeschwaders 102 umgewandelt wurde. Allerdings wurde am 14. Juni 1944 eine neue III. Gruppe aufgestellt, die bis zum 23. November 1944 blieb und dann aufgelöst wurde.
Bis zum 1. Juli 1944 erhielt der Geschwaderstab und die I. Gruppe ihre Befehle von der 7. Jagddivision der Luftflotte Reich, während die II. Gruppe dem Jagdfliegerführer Ostmark unterstand. Danach war das Geschwader der 4. Fliegerschuldivision der Luftflotte 10 zugeteilt.
Am 15. März 1945, noch vor der bedingungslosen Kapitulation der Wehrmacht, wurde der Geschwaderstab und die I. Gruppe in Ingolstadt-Manching und Prag-Gbell und die II. Gruppe in Kopenhagen-Kastrup und Fritzlar aufgelöst.

## Kommandeure

### Geschwaderkommodore
| Dienstgrad | Name               | Zeit                                 |
| ---------- | ------------------ | ------------------------------------ |
| Oberst     | Rudolf Stoltenhoff | 20. März 1943 bis 6. Februar 1944    |
| Major      | Herbert Sewing     | 7. Februar 1944 bis 27. Februar 1945 |

### Gruppenkommandeure
I. Gruppe
- Major Theodor Rossiwall, 19. März 1943 bis September 1943[10]
- Hauptmann Günther Vowinkel, September 1943 bis 14. Februar 1944[11]
- Major Fritz Herber, 15. Februar 1944 bis 23. August 1944[12]
- Major Rudolf Jung, 20. Oktober 1944 bis 15. März 1945[13]

II. Gruppe
- Major Hans-Dietrich Knoetzsch, 23. März 1943 bis 11. Februar 1944[14]
- Hauptmann Friedrich Schwab, 7. März 1944 bis 15. März 1945[15]

III. Gruppe
- Major Helmut Peters, 19. März 1943 bis 19. Juni 1943[16]
- Hauptmann Wolfgang Thimmig, 1. Juni 1943 bis 30. September 1943[17]
- Hauptmann Karl Floitgraf, 1. Oktober 1943 bis 23. Dezember 1943[18]
- Major Rudolf Jung, 31. August 1944 bis 19. Oktober 1944[19]

IV. Gruppe
- Major Ludwig Fehling, 15. Juli 1943 bis 17. Dezember 1943[20]

## Auszeichnungen
Bekannte Träger des Ritterkreuz des Eisernen Kreuzes des Nachtjagdgeschwaders 101.
| Name           | Dienstgrad | Einheit     | Ritterkreuz  |
| -------------- | ---------- | ----------- | ------------ |
| Krause, Johann | Hauptmann  | II./NJG 101 | 2. Okt. 1944 |

## Bekannte Geschwaderangehörige
- Friedrich Schwab (1912–1992), war ein deutscher Kaufmann und Unternehmer